# تولي خان
تولاي (منغولية تقليدية: ᠲᠤᠯᠤᠢ، (بالمنغولية: Толуй хаан)‏، (بالصينية: 拖雷) ولادة 1192 - وفاة 1232) كان الابن الرابع لجنكيز خان وبورته.

## غزو مرو
في عام 1221، هاجم المغول بقيادة تولي مدينة مرو، التي استسلمت بعد حصار دام سبعة أيام. عند استسلام المدينة، ذبح المغول سكان المدينة واستعبدوا حوالي أربعمائة حرفي وعدد من الأطفال. يذكر المؤرخ العربي ابن الأثير أن 700,000 شخص قتلوا خلال غزو المغول لمرو. أحرق المغول معظم مباني المدينة ، بما في ذلك قبر أحمد سنجر. وفقًا لابن الأثير ، فإن المغول «أشعلوا النار في المدينة وأحرقوا ضريح السلطان سنجر ، بعد أن حفروا قبره بحثًا عن الأشياء الثمينة». تسبب الحريق في أضرار جسيمة للمبنى ، ودمر الكثير من الطوب الخارجي للضريح وتسبب في انهيار القبة الخارجية للمبنى. ظلت ميرف خالية من السكان بشدة في الفترة التي أعقبت الغزو المغولي وتدهورت المقبرة أكثر بسبب قرون من الإهمال.